# BenchIT
BenchIT ist ein Programmpaket, das einen einfachen Zugang zum Benchmarking von POSIX-kompatiblen Systemen ermöglicht. Ein besonderer Fokus liegt dabei auf dem Bereich des Hochleistungsrechnens. Entwickelt wird BenchIT von der TU Dresden.

## Voraussetzungen
Benötigt werden nur elementare Werkzeuge wie eine POSIX-Shell und ein C-Compiler. BenchIT befähigt den Nutzer auf einem breiten Spektrum von Systemen zu arbeiten, dazu gehören zum Beispiel Linux, Mac OS, BSD und die meisten Unixe wie SuperUX und AIX. BenchIT basiert auf drei Komponenten:
| Programmablauf in BenchIT · struktureller Aufbau von BenchIT |
| Programmablauf / struktureller Ablauf in BenchIT             |

- dem Hauptprogramm (Schnittstelle für die Messkerne)
- den Kerneln (Messkerne)
- dem Webserver/GUI zur Anzeige und zum Vergleich der Daten

## Kern/Hauptprogramm
Der Core, welcher ein generisches Interface für die Messroutinen bietet, Batch-System-Support leistet und andere grundlegende Features implementiert.

## Kernel/Mess-Kerne
Die Messkerne werden gegen das generische Interface programmiert. Diese Kerne können prinzipiell in jeder Sprache geschrieben sein und jedes denkbare Problem enthalten, das analysiert werden soll. BenchIT enthält schon einige grundlegende Kernel, wie Matrizenmultiplikationen, FFT, Kernel zur Messung von Speicherbandbreite und Latenz und einige mehr. Diese Routinen sind meist in C oder Fortran geschrieben, aber auch Java und Skriptsprachen (Ruby, PHP) sind möglich.

## Webserver/GUI
Messergebnisse können auf benchit.org hochgeladen und mit anderen verglichen werden.